# Magnetskenbroms

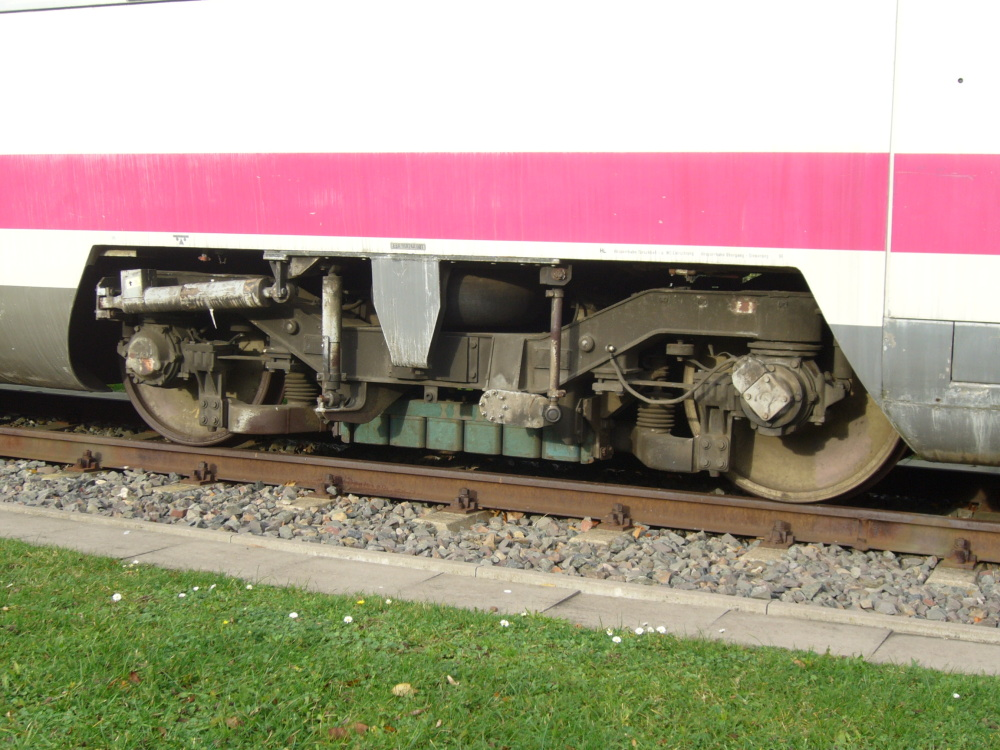
Magnetskenbromsen är den gråblå stålanordningen mellan hjulen, omedelbart ovanför rälsen. Boggin är en prototypversion under det tyska prototyptåget ICE-V

Magnetskenbroms är en typ av broms som förekommer på spårburna fordon, framför allt spårvagnar och snabbtåg och som minskar den totala bromssträckan med uppemot 25–30%. Magnetskenbromsen har god bromskraft, speciellt vid lägre hastigheter, och är oberoende av vädret (fukt på rälsen). Bromstypen är dock inte avsedd att användas ensam, då den kopplas ur vid hastigheter under 50 km/h på grund av för stor bromskraft (risk för skador på spåret), detta gäller dock ej för spårvagnar.
Då spårvagnar sällan framförs i hastigheter över 60 km/h kan skenbromsen alltid aktiveras. I låga hastigheter omkring 5 km/h blir det ett omedelbart stopp, som kan orsaka fallskador hos passagerarna.
Magnetskenbromsen består av en stor bromsback per sida som hänger centrerat ovanför rälsen och under boggiramen samt mellan hjulen. Bromsblocket släpps precis innan inbromsning ned cirka 150 mm med hjälp av tryckluftcylindrar, varefter strömmen kopplas in och magneterna suger fast mot rälsen. På spårvagnar är skenbromsen upphängd i fjädrar, och hänger ungefär 10 mm ovanför rälsen, när den aktiveras ger fjädrarna efter och magneten attraherar rälsens överkant. Magnetskenbromsen kompletterar andra bromstyper (block- och/eller skivbromsar). Magnetskenbromsen drar ner boggin mot rälsen med en kraft motsvarande 9 ton, och därmed ökar adhesionen mellan hjul och räls, och då blir även de vanliga bromsarna effektivare.
Magnetskenbromsen är i princip ett antal hästskomagneter som dras mot rälsens ovankant när en ström skickas genom magnetens spole. Spänningen är allt mellan 24 och 600 V likspänning, beroende på version. 
På till exempel svenska X31 och Regina används batterispänningen 110 V. Hela spolpaketet är skyddat med isolerande asbest och Mikanit (magnetskenebromsarna provas i fabrik i vatten och under spänning).
Bromskraften bestäms av:
- magnetbromsens längd (normalt cirka 1 m)
- tryckkraften mot rälshuvudet
- friktionskoefficienten (cirka 4 kN per bromsmagnet, normalt 4 stycken bromsmagneter per vagn)

Vid 200 km/h motsvarar det en total bromskraft på 4*4 = 16 kN. Om en fullbelagd vagn väger 50 ton, innebär det en inbromsning kring 0,3 m/s2 (enligt formeln F = m * a). Det motsvarar en järnväg med 3 % lutning. Vid 50 km/h har dock den totala bromskraften ökat till 40 kN, vilket i motsvarande grad ökar retardationen. Till denna kraft kommer ordinarie bromsar. Vid hastigheter under 50 km/h stängs magnetskenbromsen av, då bromskraften stiger extremt snabbt vid sjunkande hastighet (risk för skador på spåret). På spårvagnar sker urkopplingen vid lägre hastigheter och den är inte lika stark där.
Materialet i magnetskenbromsen är stål av typen St 37. Inga förslitningsskador uppstår på rälsens ovansida vid användandet av magnetskenebromsar och bromsen kan glida totalt 2000 kilometer (motsv cirka 1 000 inbromsningar från 200 till 0 km/h) innan den måste ersättas.
Ett problem är att varje magnetskenbroms kräver en elektrisk effekt kring 1 kW eller motsvarande 4 kW för en vagn. Elenergin kan tas från tågvärmeledningen, men om denna skulle falla ifrån (om exempelvis kontaktledningen blir spänningslös) måste vagnens batterier (ofta 24 - 110 V användas). Om ett vägfordon rapporteras fastnat på en övergång brukar trafikledningen bryta matningen på järnvägen som en signal att omedelbart nödbromsa, vilket måste ske med batterier. Vidare blir vagnen cirka 1 ton tyngre med magnetskenbroms. Ett annat problem är att magnetens egenskaper försämras ju varmare magneten blir.
Användandet av magnetskenbroms för snabbtåg varierar mellan olika järnvägsförvaltningar och i olika länder. I Sverige krävs magnetskenbroms vid tillåtna hastigheter över 160 km/h, och i Tyskland vid 200 km/h, medan andra länder som Frankrike med sina TGV-tåg, Storbritannien och Japan har snabbtåg för hastigheter av 200 km/h eller mer, som ej använder magnetskenbroms. Magnetskenebroms är således inget absolut krav vid höga hastigheter, det är istället en av flera bromstyper som konstruktören kan använda. Ytterst handlar dock frågan om vilket bromssträcka som tåget skall kunna stanna inom. I Sverige tillåts plankorsningar vid 200 km/h tåghastighet, vilket det ej görs i Frankrike.

## Virvelströmsbroms
Ett alternativ till magnetskenbromsar är virvelströmsbromsen. Denna broms fungerar genom att mycket kraftiga virvelströmmar induceras i rälsen. Bromsen arbetar utan någon fysisk kontakt med rälsen men kräver samtidigt att avståndet (några millimeter mellan broms och räls) är konstant. 1 mm avvikelse innebär att bromskraften minskar med hela 10%. 
Jämfört med magnetskenbromsen kräver virvelströmsbromsen betydligt högre el-effekt. Varje virvelströmbroms kräver en elektrisk effekt kring 28 kW eller motsvarande 112 kW för en vagn. En annan nackdel är att rälsen värms upp av virvelströmbromsen (risk för solkurvor).
Om vagnens batterier med 24 V skulle användas skulle strömstyrkan bli cirka 4.700 A. Hos ICE-tågen i Tyskland (sth 280 km/h) används istället batterier med spänningen 110 volt och kapaciteten 110 Ah per vagn (tågets uppemot 14 vagnar är sammankopplade via en batteriledning). Ytterligare en nackdel med virvelströmbromsar är att banans signalsystem störs av virvelströmmarna.
Det finns också en alternativ virvelströmsbroms som påminner om skivbromsen, det vill säga virvelströmmar induceras i den roterande skivan. På så vis påverkas inte signalsystemet, men å andra sidan blir bromstypen beroende av friktionen mellan hjul och räls, då den verkar via kontaktytan mellan hjul och räls.